# Pseudagrion commoniae
Pseudagrion commoniae – gatunek ważki równoskrzydłej z rodziny łątkowatych (Coenagrionidae). Występuje we wschodniej i południowej Afryce – od Etiopii na południe po Namibię i RPA.
W RPA imago lata od grudnia do końca maja. Długość ciała 33–38 mm. Długość tylnego skrzydła 18,5–23 mm.